# Ounkazi
Ounkazi je maleni gradić na otoku Grande Comore na Komorima. To je 14. grad po veličini na Komorima i 3. na Grande Comoreu.